# Popíračství
Popíračství či denialismus je lidské chování, při kterém jednotlivci popírají realitu, aby se vyhnuli přijetí psychologicky nepříjemné pravdy. Podle Paula O'Shea se jedná „o iracionální chování, které odmítá přijetí historické zkušenosti nebo události“.
V oblasti vědy se popíračství definuje jako odmítání základních představ, které jsou nesporné a jsou součástí vědeckého konsensu na dané téma, ve prospěch myšlenek, které jsou radikální a zároveň kontroverzní. Podle různých autorů mají různé formy popíračství společný rys v odmítání přesvědčivých důkazů a ve snaze popřít fakt, že na dané téma existuje vědecká shoda. Typickým příkladem jsou kreacionistické teorie o stvoření Země a jejich spor s evoluční teorií.
Dlouhodobě se vyskytuje například popírání holocaustu a popírání AIDS.. Popíračství se projevuje také v oblasti změny klimatu a globálního oteplování u lidí, kteří tvrdí, že v této oblasti neexistuje vědecký konsenzus o tom, že globální oteplování probíhá a že lidské aktivity jsou jeho hlavní příčinou.
Proti používání termínu popíračství vystoupili někteří kritici a označili ho za propagandistický nástroj k potlačení netradičních pohledů, který vyvolává obraz fanatiků, popírajících holocaust. Také v případě popírání AIDS existují výhrady, že nelze tyto názory srovnávat s nacistickými zločiny proti lidskosti. Jiní autoři však termín brání.
V literatuře se uvádí různé příčiny a motivace popíračství – od náboženské víry přes vlastní zájem až po psychologický obranný mechanismus proti rušivým myšlenkám.